# Creswell (Oregon)
Creswell és una població dels Estats Units a l'estat d'Oregon. Segons el cens del 2007 tenia 4.650 habitants.

## Demografia
Segons el cens del 2000, Creswell tenia 3.579 habitants, 1.271 habitatges, i 911 famílies. La densitat de població era de 1.142 habitants per km².
Dels 1.271 habitatges en un 41,4% hi vivien nens de menys de 18 anys, en un 53,1% hi vivien parelles casades, en un 13,5% dones solteres, i en un 28,3% no eren unitats familiars. En el 21,6% dels habitatges hi vivien persones soles el 8,7% de les quals corresponia a persones de 65 anys o més que vivien soles. El nombre mitjà de persones vivint en cada habitatge era de 2,77 i el nombre mitjà de persones que vivien en cada família era de 3,21.
Per edats la població es repartia de la següent manera: un 31,3% tenia menys de 18 anys, un 8,5% entre 18 i 24, un 30,8% entre 25 i 44, un 18,4% de 45 a 60 i un 11% 65 anys o més.
L'edat mediana era de 32 anys. Per cada 100 dones de 18 o més anys hi havia 89,7 homes.
La renda mediana per habitatge era de 34.053$ i la renda mediana per família de 40.709$. Els homes tenien una renda mediana de 28.583$ mentre que les dones 22.917$. La renda per capita de la població era de 13.736$. Aproximadament el 15,3% de les famílies i el 19% de la població estaven per davall del llindar de pobresa.

## Poblacions més properes
El següent diagrama mostra les poblacions més properes.